# Avatar Moraes

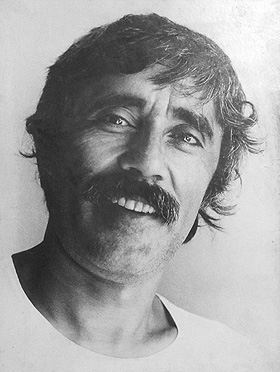
Avatar Moraes, artista plástico e pensador Brasileiro.

Avatar Moraes (Bagé, 6 de abril de 1933 — Rio de Janeiro, 19 de julho de 2011). 
Artista plástico e pensador Brasileiro. Como Artista, Avatar deixou centenas de obras, com diferentes visualidades e materiais: "caixinhas", mãos, volutas, farpas, riscas, empenas, esculturas, desenhos, projetos de monumentos e de esculturas de solo, além de monumento Obelisco Diamante dos Bandeirantes, construído em São Paulo (Rodovia dos Bandeirantes, Marco Inicial), estas fases de trabalho do artista foram produzidas inicialmente em Porto Alegre, RS, depois Brasília, DF, Boston-Cambridge, USA e Rio de Janeiro.

Convidado pelo Marchand FrancoTerranova, expôs no Rio de Janeiro no ano de 1967 com grande repercussão, passando a integrar a elite das artes plásticas no Brasil. Expôs, individual e coletivamente, em todos os grandes museus do país, participou da Bienal de São Paulo, da V Biennale de Paris, de Coletiva Brasileira em Londres, da Exposição Comemorativa do bi-centenário de Boston (Bi-Centennial Celebrations). Tem obras nos museus de arte de São Paulo (MASP, MAC, MAM/SP) do Museu de Arte Moderna do Rio de Janeiro, de Brasília, do Rio Grande do Sul (MARGS), de Belo Horizonte, Pinacoteca de Porto Alegre, Pinacoteca do Paraná, Pinacoteca da Universidade Federal do RGS, Ministério das Relações Exteriores e Universidade de Brasília.
Contemplado com a prestigiosa Bolsa Guggenheim, deixou Brasília para cumprir seu programa como bolsista junto ao MIT-CAVS em Cambridge, Massachussetts. No retorno ao Brasil, instalou-se no Rio de Janeiro onde tratou de aprofundar-se na investigação da arte como instituição social. Após duas décadas publicou seu livro "O Sagrado Moderno" em que desvenda a origem moderna da arte, seu vínculo umbilical com o capitalismo, sua condição de maior valor das sociedades complexas do presente, contestando a arbitrariedade entre representação e expressão, sendo esta o território da Arte.
Avatar nasceu em 1933 em Bagé-RS, viveu e iniciou a carreira artística em Porto Alegre, transferindo-se depois sucessivamente para Brasília-UnB, Cambridge-CAVS-MIT e finalmente Rio de Janeiro, onde residiu por mais de três décadas. No Rio, Avatar esteve vinculado à Escola de Artes do Parque Lage e à PUC/RJ como professor, quando, para apoio de sua atividade docente organizou uma Cronologia das Técnicas que abrange toda a história humana.
Até o fim da vida continuou a produzir esculturas e objetos de arte. Faleceu em 19 de julho de 2011, vítima de câncer.